# Philippe Xavier
Philippe Xavier est un illustrateur et dessinateur de bande dessinée français né le 8 mai 1969.

## Biographie
Philippe Xavier s’installe en Argentine en 1987 pour étudier la publicité. En 1989, il part au Chili et commence à y travailler comme graphiste. En 1991, il va s’installer aux Etats-Unis et y travaillera jusqu’en 2002. Il travaillera comme dessinateur pour Marvel et Peregrine Entertainment. Il dessinera la série “Legendlore” aux éditions Caliber Comics, fera des histoires dessinées pour les magazines Heavy Metal, Chaos! et Frank Frazetta illustrated.
Il rentre en France, à Lyon, en 2003, pour travailler avec les éditions Soleil. Il commencera cette collaboration avec la série “Le souffle” scénarisée par Ange. En parallèle, et de 2004 à 2006, il continuera sa collaboration avec Ange sur une autre série, ‘’Le paradis perdu’’ dont il dessinera les tomes 2, 3 et 4.
En 2006, il entame une collaboration avec Le Lombard et publie la série en huit tomes “Croisade” scénarisée par Jean Dufaux. La série est saluée comme une grande fresque historique, d’aventure et romantique et comme le souligne S.Salin ‘’À l’évidence, celle d’une vraie rencontre entre un scénariste prolifique et un dessinateur talentueux’’.
En 2009, il participe au collectif En chemin elle rencontre..., recueil d'histoires dessinées pour la défense des droits et femmes et contre les violences qui leur sont infligées. Avec 8 scénaristes et 25 dessinateurs, le tome 1 est co-édité par Des ronds dans l'O et Amnesty International.
De 2012 à 2015, il dessine la série Conquistador, scénarisée par Jean Dufaux. Sur quatre tomes, les auteurs décrivent la quète de l'armée de Cortès en Amérique, venu chercher l'or des Aztèques. L'aventure tournera court dans une série mêlant l'histoire et le fantastique. Le dessin met le lecteur dans une ambiance de jungle, comme souligné par Mick Léonard  Il peut s'appuyer sur un dessinateur brillant, qui donne vie aux bâtiments superbes entourés de jungle, et une grande force aux visages fous des guerriers. Les ambiances crées par Philippe Xavier sont palpables, humides et effrayantes, et constituent la réelle force de cette série".
De 2015 à 2016, il réalise une nouvelle série Hyver 1709 sur un scénario de Nathalie Sergeef. Sous le règne de Louis XIV, la famine s'installe pendant le terrible hiver 1709. L'histoire suivra le combat pour préserver un convoi de blé, denrée devenue plus que rare au milieu d'un pays complètement gelé.
À partir de 2017, Philippe Xavier dessine la série Tango en collaboration avec Matz au scénario.  L'histoire de John Tango, réfugié en Bolivie après un braquage, pensant avoir assuré sa tranquillité mais replongeant dans les ennuis avec les cartels de drogue et donc d'épiques aventures en Amérique du Sud. Que ce soit pour les décors et personnages, Le dessin de Philippe Xavier ne déçoit pas un seul instant. Réaliste, précis et efficace. On apprécie particulièrement le découpage du dessinateur qui alterne gros plan et des cases plus grandes dévoilant des paysages magnifiques. Cette mise en scène, très cinématographique, contribue au dynamisme du récit qui immerge le lecteur dans l’histoire en le tenant en haleine.
En 2018, il dessine un album de la série XIII: L'enquête deuxième partie, sur un scénario  de Jean Van Hamme. Reprenant partiellement le style de William Vance pour se fondre dans la série, ce volume est la suite de l' Enquête publié en 1999. En 2024, il dessine de nouveau une contribution à la série XIII avec le tome 14 de la série dérivée XIII Mystery et intitulé "Traquenards et sentiments". Cet album est un collectif de dessinateurs pour des histoires courtes scénarisées par Jean Van Hamme.
En 2022, avec Matz au scénario, les auteurs explorent l'Ouest américain des années 1970 avec le livre Le serpent et le coyote. On retrouve la thématique de l'homme solitaire qui aimerait bien le rester, comme avec Tango à ses débuts. Le dessin est reconnu pour mettre en avant l'ambiance désertique et comme le souligne M.Moubariki Grâce à la mise en scène sobre mais efficace de son complice, dont la longue séquence d'ouverture muette est un modèle du genre, les lectrices et lecteurs sont rapidement plongés dans l'ambiance.

## Œuvres

### One shots
- Le souffle tome 1: De feu et de sang ,  2004,  Soleil productions
Scénario :  Ange  - Dessin :   Philippe Xavier - Couleurs :  Alexe -  (ISBN 284565460X)

- Les filles de Soleil Tome 8 ,  Soleil productions,  (ISBN 2845657269),  2004
Scénario :  Art Book  - Dessin :   Philippe Xavier et d'autres

- Lanfeust par ses amis ,  Soleil productions,  (ISBN 2845650396),  2005
Scénario :  collectif  - Dessin :   Philippe Xavier  et d'autres

- Heroic Fantasy Les inédits ,  Soleil productions,  (ISBN 2849464570),  2006
Scénario :  collectif  - Dessin :   Philippe Xavier  et d'autres

- En chemin elle rencontre... Tome 2: Les artistes se mobilisent pour le respect des droits des femmes ,  Des ronds dans l'eau Amnesty International,  (ISBN 9782917237069),  2009
Scénario :  collectif  - Dessin :   Philippe Xavier et d'autres

- Hexagon Universe tome 1: Strangers / Lagrid ,  Wanga Comics,  (ISBN 9782953003857),  2011
Scénario :  collectif  - Dessin :   Philippe Xavier  et d'autres

- Strangers Universe tome 9: Lagrid ,  2013,  Rivière blanche
Scénario :  Jean-Marc Lofficier  - Dessin :   Philippe Xavier, Timothy Green II - Couleurs :  Olivier Peru -  (ISBN 9781612279374)

- XIII l'enquète 2ème partie ,  2018,  Dargaud
Scénario :  Jean Van Hamme  - Dessin :   Philippe Xavier - Couleurs :  Bruno Tatti,Clémentine Guivarc'h -  (ISBN 9782505072676)

- Le Serpent et le Coyote ,  2022,  Le Lombard
Scénario :  Matz  - Dessin :   Philippe Xavier - Couleurs :  Jérôme Maffre -  (ISBN 9782808205375)

- 30 visages de Lanfeust ,  2024,  Soleil Productions
Scénario :  collectif  - Dessin :   Philippe Xavier et d'autres -  (ISBN 9782302104204)

- XIII mystery tome 14: Traquenards et sentiments ,  2024,  Dargaud
Scénario :  Jean Van Hamme  - Dessin :   Philippe Xavier et d'autres -  (ISBN 9782505124108)

- L’or du spectre  ,  2025,  Le Lombard collection signé
Scénario :  Matz  - Dessin :   Philippe Xavier - Couleurs :  Jérôme Maffre -  (ISBN 9782808214896)

### Séries
| Paradis perdu (2004-2006) - 2. Purgatoire , 2004, Soleil productions Scénario : Ange - Dessin : Philippe Xavier - Couleurs : Alexe - (ISBN 284565751X) - 3. Paradis , 2005, Soleil productions Scénario : Ange - Dessin : Philippe Xavier - Couleurs : Alexe - (ISBN 2849460567) - 4. Terres , 2006, Soleil productions Scénario : Ange - Dessin : Philippe Xavier - Couleurs : Alexe - (ISBN 2849464929) - Intégrale , 2015, Soleil productions Scénario : Ange - Dessin : Alberto Varanda , Philippe Xavier - Couleurs : Alexe - (ISBN 9782302045354) |

| Croisade (2006-2012) - 1. Simoun Dja , 2006, Le Lombard Scénario : Jean Dufaux - Dessin : Philippe Xavier - Couleurs : Jean-Jacques Chagnaud - (ISBN 2849464570) - 2. Le Qua'dj , 2008, Le Lombard Scénario : Jean Dufaux - Dessin : Philippe Xavier - Couleurs : Jean-Jacques Chagnaud - (ISBN 9782803624058) - 3. Le maitre des machines , 2009, le Lombard Scénario : Jean Dufaux - Dessin : Philippe Xavier - Couleurs : Jean-Jacques Chagnaud - (ISBN 9782803625369) - 4. Becs de feu , 2009, Le Lombard Scénario : Jean Dufaux - Dessin : Philippe Xavier - Couleurs : Jean-Jacques Chagnaud - (ISBN 9782803625918) - 5. Gauthier de Flandres , 2010, Le Lombard Scénario : Jean Dufaux - Dessin : Philippe Xavier - Couleurs : Jean-Jacques Chagnaud - (ISBN 9782803627394) - 6. Sybille, jadis , 2011, Le Lombard Scénario : Jean Dufaux - Dessin : Philippe Xavier - Couleurs : Jean-Jacques Chagnaud - (ISBN 9782803628841) - Intégrale cycle Hiérus halem , 2012, Le Lombard Scénario : Jean Dufaux - Dessin : Philippe Xavier - Couleurs : Jean-Jacques Chagnaud - (ISBN 9782803629756) - 7. Le maitre des sables , 2013, Le Lombard Scénario : Jean Dufaux - Dessin : Philippe Xavier - Couleurs : Jean-Jacques Chagnaud - (ISBN 9782803633425) - 8. Le dernier souffle , 2014, Le Lombard Scénario : Jean Dufaux - Dessin : Philippe Xavier - Couleurs : Jean-Jacques Chagnaud - (ISBN 9782803633807) - Intégrale cycle Nomade , 2017, Le Lombard Scénario : Jean Dufaux - Dessin : Philippe Xavier - Couleurs : Jean-Jacques Chagnaud - (ISBN 9782803670574) |

| Conquistador (2012-2022) - 1. Tome I , 2012, Glénat Scénario : Jean Dufaux - Dessin : Philippe Xavier - Couleurs : Jean-Jacques Chagnaud - (ISBN 9782723486590) - 2. Tome II , 2012, Glénat Scénario : Jean Dufaux - Dessin : Philippe Xavier - Couleurs : Jean-Jacques Chagnaud - (ISBN 9782723491570) - 3. Tome III , 2013, Glénat Scénario : Jean Dufaux - Dessin : Philippe Xavier - Couleurs : Jean-Jacques Chagnaud - (ISBN 9782723497176) - 4. Tome IV , 2015, Glénat Scénario : Jean Dufaux - Dessin : Philippe Xavier - Couleurs : Jean-Jacques Chagnaud - (ISBN 9782723497183) - Intégrale , 2022, Glénat Scénario : Jean Dufaux - Dessin : Philippe Xavier - Couleurs : Jean-Jacques Chagnaud - (ISBN 9782954153957) |

| Hyver (2015-2016) - 1. 1709 Livre 1 , 2015, Glénat Scénario : Nathalie Sergeef - Dessin : Philippe Xavier - Couleurs : Jean-Jacques Chagnaud - (ISBN 9782344006771) - 2. 1709 Livre 2 , 2016, Glénat Scénario : Nathalie Sergeef - Dessin : Philippe Xavier - Couleurs : Jean-Jacques Chagnaud - (ISBN 9782344006788) |

| Tango (2017-2024) - 1. Un océan de pierre , 2017, Le Lombard Scénario : Matz - Dessin : Philippe Xavier - Couleurs : Jean-Jacques Chagnaud - (ISBN 9782803637089) - 2. Sable rouge , 2018, Le Lombard Scénario : Matz - Dessin : Philippe Xavier - Couleurs : Jean-Jacques Chagnaud - (ISBN 9782803672356) - 3. A l'ombre du Panama , 2019, Le Lombard Scénario : Matz - Dessin : Philippe Xavier - Couleurs : Jérôme Maffre - (ISBN 9782803673070) - 4. Quitte ou double à Quito , 2020, Le Lombard Scénario : Matz - Dessin : Philippe Xavier - Couleurs : Jérôme Maffre - (ISBN 9782803676842) - 5. Le dernier condor , 2020, Le Lombard Scénario : Matz - Dessin : Philippe Xavier - Couleurs : Jérôme Maffre - (ISBN 9782803676859) - 6. Le fleuve aux trois frontières , 2021, Le Lombard Scénario : Matz - Dessin : Philippe Xavier - Couleurs : Jérôme Maffre - (ISBN 9782803680283) - 7. La flèche de Magellan , 2023, Le Lombard Scénario : Matz - Dessin : Philippe Xavier - Couleurs : Jérôme Maffre - (ISBN 9782808204811) - 8. Ballade de la Mer de Sulu , 2024, Le Lombard Scénario : Matz - Dessin : Philippe Xavier - Couleurs : Jérôme Maffre - (ISBN 9782808212915) |